# Daniel du Plessis
Pour les articles homonymes, voir Plessis (homonymie).
Pas d'image ? Cliquez ici

a Compétitions nationales et continentales officielles uniquement.

Dernière mise à jour le 25 novembre 2021.
 Daniel « Neil » du Plessis, né le 22 septembre 1982 à Pretoria en Afrique du Sud, est un joueur sud-africain de rugby à XV évoluant au poste de trois-quarts centre (1,82 m pour 93 kg).

## Carrière
- Université de Pretoria
- Blue Bulls moins de 19 ans
- 2002 : Natal Sharks moins de 21 ans
- 2006-2008 : RC Massy (Fédérale 1)
- 2008-2010 : SU Agen (Pro D2)